# Тере-Холь
Тере-Холь (рос.: Тере-Холь) — озеро в Республіці Тива, Росія. Своєю появою завдячує загачуванню притоки річки Тес-Хем. Озеро велике, але мілководне. Багате на рибу, тут водяться осман, лящ та щука. Розташовано в тектонічній котловині на висоті майже 1300 м над рівнем моря. Площа озера становить до 40 км², у нього впадають річки Бажергонак та Кунгур-Тук та витікає річка Салдам.

## Фортеця Пор-Бажин
Посередині озера є острів, на якому розташовані залишки старовинної уйгурської фортеці Пор-Бажин. Фортеця постійно приваблює туристів. Особливістю острова є те, що він має майже ідеальну прямокутну форму. Фортеця датується 8-м століттям, однак її призначення невідоме. Загальна площа комплексу 3,3 га, тут були храми, склади, житлові приміщення. Висота фортечних стін становила 25 м, збереглися дві стіни висотою 8 м та такої ж ширини.